# Romy Müller
Romy Müller (nascida Schneider; Lübbenau, 26 de julho de 1958) é uma ex-atleta da Alemanha Oriental.
Velocista especialista nos 100 m e 200 metros rasos, fez parte do revezamento 4x100 metros feminino alemão-oriental campeão olímpico em Moscou 1980, com Bärbel Wöckel, Ingrid Auerswald-Lange e Marlies Göhr, além de participar das duas finais individuais das provas de velocidade, sem conseguir medalhas.
Romy participou de seis recordes mundiais em revezamentos e era enfermeira de profissão, trabalhando num hospital em Berlim Oriental.